# Апостольский викариат Галапагос
Апостольский викариат Галапагос (лат. Apostolicus Vicariatus Galapagensis) — апостольский викариат Римско-католической церкви с центром в городе Пуэрто-Бакерисо-Морено на острове Сан-Кристобаль на Галапагосских островах в Эквадоре.

## Территория
Апостольский викариат включает в себя территорию Галапагосского архипелага в Эквадоре, состоящего из 13 больших, 17 средних и 47 малых островов в Тихом океане. Кафедральный собор Непорочного Зачатия Девы Марии находится в городе Пуэрто-Бакерисо-Морено на острове Сан-Кристобаль. Территория викариата разделена на 9 приходов. Служат 15 священников (13 приходских и 2 монашествующих), 3 монаха, 11 монахинь.

## История
Апостольская префектура Галапагос была основана 6 мая 1950 года буллой «Через некоторых» (лат. Peramplum quarumdam) римского папы Пия XII на части территории епархии (ныне архиепархии) Гуаякиля.
15 июля 2008 года буллой «Чем почтительней» (лат. Quam Veneratus) римского папы Бенедикта XVI апостольская префектура была преобразована в апостольский викариат.

## Ординарии
- Педро-Пабло Андраде-Санчес, O.F.M. (1951 — 1959);
- Хуан де Диос-Кампусано, O.F.M. (20.11.1959 — 30.10.1967);
- Уголино Серасуоло-Стасей, O.F.M. (3.10.1967 — 30.5.1975), назначен архиепископом-помощником Гуаякиля;
- Серафин-Луис-Альберто Картехена-Оканья, O.F.M. (17.5.1980 — 10.9.1982), назначен апостольским викарием Саморы в Мексике;
- Manuel Antonio Valarezo Luzuriaga, O.F.M. (22.6.1990 — 29.11.2013);
- Аурео-Патрисио Бонилья-Бонилья, O.F.M. (29.10.2013 — по настоящее время).